# Heinrich-Hertz-Gymnasium (Erfurt)
Das Heinrich-Hertz-Gymnasium ist eine Schule im Erfurter Stadtteil Roter Berg.

## Gebäude
Die Gebäude des Gymnasiums bestehen aus zwei Schulgebäuden des Schultypbaus „Erfurt“ mit einer Turnhalle. Die Schulgebäude wurden im Rahmen des Neubaugebietes Roter Berg miterrichtet.

## Geschichte
Die Schule wurde im Jahr 1978 als Polytechnische Oberschule 51 „Willy Albrecht“ eröffnet. 1991 wurde die POS 51 in das Staatliche Gymnasium 4, die benachbarte Schule in eine Regelschule umgewandelt. Am 2. April 1993 erhielt es den Namen „Heinrich Hertz“, um die naturwissenschaftliche Ausrichtung zu unterstreichen. 
Aus Platzgründen wurde die benachbarte Regelschule später ausgelagert und das Gebäude auf Grund von steigenden Schülerzahlen vom Heinrich-Hertz-Gymnasium als Erweiterung genutzt.

## Wahlpflichtbereiche
Das Heinrich-Hertz-Gymnasium bietet für die Thüringer Oberstufe folgende Wahlpflichtbereiche an:
- Darstellen und Gestalten
- dritte Fremdsprache
- Gesellschaftswissenschaften
- Informatik
- Naturwissenschaften und Technik
- Ästhetische Bildung